# サミュエル・パーマー
サミュエル・パーマー（Samuel Palmer、1805年1月27日-1881年5月24日）は、イギリス・ロマン主義の画家である。主に風景画と肖像画を描いた。

## 略歴
ロンドンの本屋の息子に生まれた。14歳になった頃には水彩画を、ロイヤル・アカデミー・オブ・アーツの展覧会に出展した。パブリックスクールのマーチャント・テイラーズ・スクールで美術の授業を受けたと思われるが、本格的な美術学校で学んだことはなかった。画家のジョン・リネル（1792–1882)と知り合い、ドイツのルネサンス期の画家アルブレヒト・デューラーの作品を研究した。
1824年にリネルを通して、詩人で画家でもあったウィリアム・ブレイク（1757-1827）と会い、強い影響を受け、宗教的なテーマで幻想的な雰囲気の風景画を描くようになった。
1843年に王立水彩画協会（Royal Watercolour Society）の準会員、1854年に正会員となった。1853年にはイギリス・エッチング・クラブ（English Etching Club）の会員に選ばれ、版画にも取り組んだが作品数は多くない。

## 作品
- The Skylark（1850年頃のエッチング）
- The Harvest Moon
- The Wayside Smithy
- 「夜の祈祷の後」(1830)